# Apró-cseprő kalandok – Egy nyúlfarknyi vakáció
Az Apró-cseprő kalandok – Egy nyúlfarknyi vakáció (eredeti cím: Tiny Toon Adventures: How I Spent My Vacation) 1991-ben megjelent amerikai rajzfilm, amelya Pöttöm kalandok című televíziós rajzfilmsorozat alapján készült. Műfaja kalandos fantasy filmvígjáték.
Amerikában 1992. március 11-én, Magyarországon 1994. április 14-én adták ki VHS-en.

## Szereplők
| Szereplő                 | Eredeti hang     | Magyar hang     |
| ------------------------ | ---------------- | --------------- |
| Buster nyuszi            | Charles Adler    | Kassai Károly   |
| Jegyellenőr a moziban    | Charles Adler    | Zágoni Zsolt    |
| Babs nyuszi              | Tress MacNeille  | Detre Annamária |
| Krok Olga                | Tress MacNeille  | Rátonyi Hajni   |
| Elmyra Duff              | Cree Summer      | Papp Ágnes      |
| Mary Melody              | Cree Summer      | N/A             |
| Plucky kacsa             | Joe Alaskey      | Halmágyi Sándor |
| Torpedó varangy kapitány | Joe Alaskey      | Felföldi László |
| Hampton malac            | Don Messick      | Szűcs Sándor    |
| Shirley                  | Gail Matthius    | Nyírő Bea       |
| Krok Ilona               | Gail Matthius    | Czigány Judit   |
| Fifi le Fume             | Kath Soucie      | Fazekas Zsuzsa  |
| Krok Orsi                | Kath Soucie      | Biró Anikó      |
| Bimbette                 | Kath Soucie      | Riha Zsófi      |
| Autós pincérnő           | Tress MacNeille  | Riha Zsófi      |
| Babs anyja               | Tress MacNeille  | Riha Zsófi      |
| Papa malac               | Jonathan Winters | Gyürki István   |
| Mama malac               | Edie McClurg     | Tallós Rita     |
| Dizzy ördög              | Maurice LaMarche | Petrik Péter    |
| Fowlmouth                | Rob Paulsen      | Fekete Zoltán   |
| Johnny Pew               | Rob Paulsen      | Szerémi Zoltán  |
| Banjo                    | Rob Paulsen      | Bartucz Attila  |
| Mr. Hitcher              | Rob Paulsen      | Bácskai János   |
| Krok papa                | Sorrell Booke    | Bácskai János   |
| Büdi bácsi               | Frank Welker     | Bácskai János   |
| Dodo                     | Frank Welker     | Bartucz Attila  |
| Byron                    | Frank Welker     | saját hangján   |
| Furball                  | Frank Welker     | saját hangján   |
| Sweetie                  | Candi Milo       | N/A             |
| Talkshow házigazdája     | N/A              | Kardos Gábor    |
| Görkorcsolyás őz         | N/A              | Katona Zoltán   |
| Horgász a reklámban      | N/A              | Tardy Balázs    |
| Londíner                 | N/A              | Teizi Gyula     |
| Rádióbemondó             | N/A              | Teizi Gyula     |